# 이인국
이인국(1995년 12월 22일 ~ )은 대한민국의 수영 선수이다.

## 수상
- 2014년 제34회 전국장애인체육대회 수영 남자 자유형 50m S14 금메달
- 2015년 IPC 세계 수영 선수권 대회 남자 배영 S14 100m 은메달
- 2016년 하계 패럴림픽 S14 배영 100m 결승 금메달